# Micronova

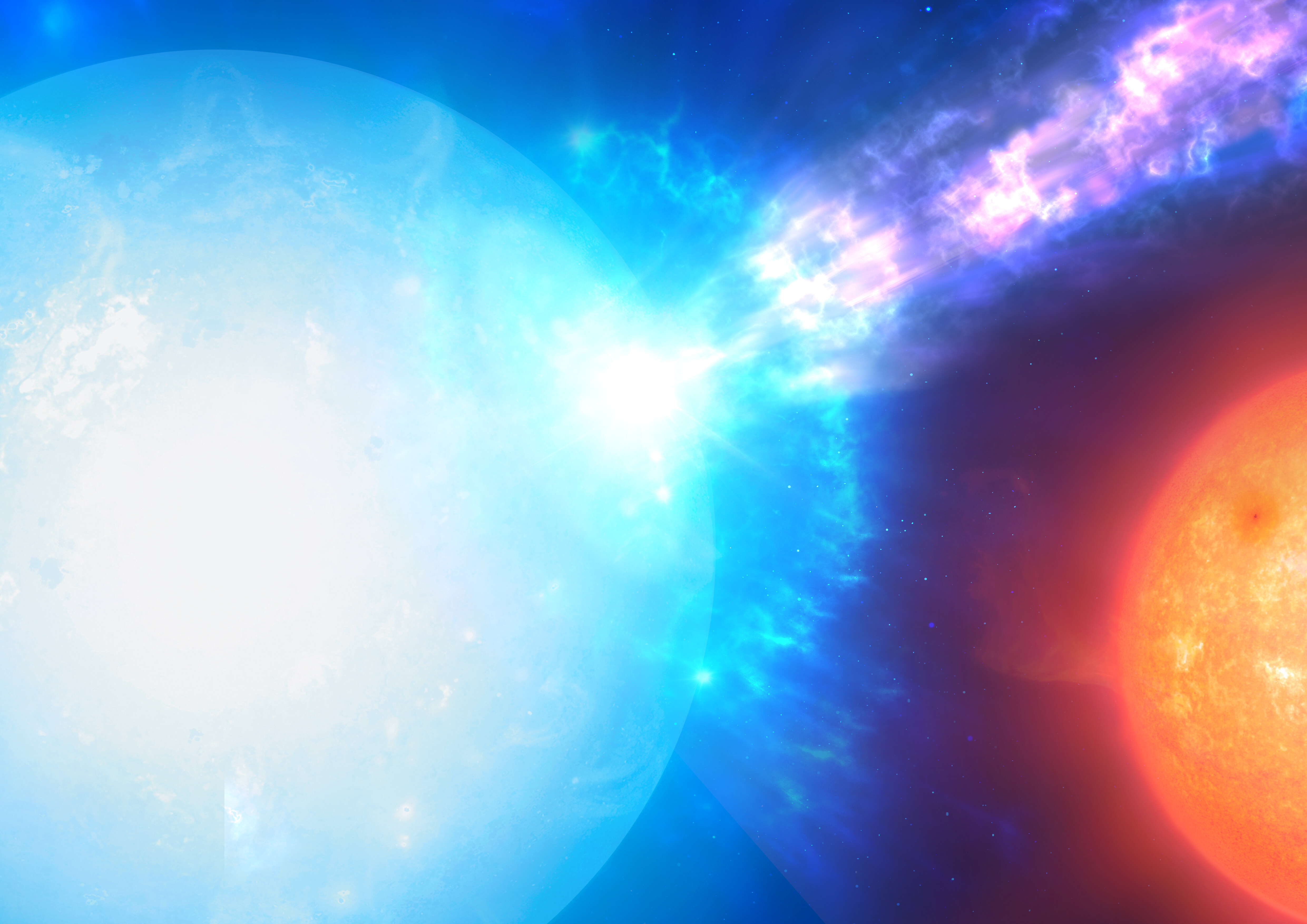
Artistieke impressie van een micronova

Een micronova (meervoud: micronovae of micronova's) is een uitbarsting op het oppervlak van een ster met een kracht van ongeveer een miljoenste deel van die van een klassieke nova. Het fenomeen wordt veroorzaakt door een ophoping van materie afkomstig uit de omgeving van de ster, zoals van een metgezelster.
Een team van de Europese Zuidelijke Sterrenwacht heeft op 20 april 2022 aangekondigd dat ze drie witte dwerg micronova's (waaronder TV Col en EI UMa) hebben geïdentificeerd met behulp van de TESS-ruimtetelescoop en de Very Large Telescope.

## De zon
Toen Neil Armstrong tijdens de Apollo 11-missie stereoscopische foto's maakte van het maanoppervlak zag hij glinsterende plekken die op glas leken. Astrofysicus Thomas Gold analyseerde de foto's in 1969 en suggereerde dat de verglazing het gevolg zou kunnen zijn van een "kleine nova-achtige uitbarsting" van de zon. Hoogleraar astronomie en astrofysica Bradley Schaefer was het er in 1989 mee eens dat dit een sterk argument is voor wat we nu een zonnemicronova zouden noemen, die dan minder dan 30.000 jaar geleden zou hebben plaatsgevonden. Tijdens de Chang'e 4-missie van het Chinees nationaal ruimteagentschap, die in 2019 de achterkant van de maan bezocht, werd er eveneens glas aangetroffen, waarvan eerst werd gedacht dat het gel betrof. Het team denkt niet dat het glas gevormd kan zijn door de inslag die de krater vormde waarin het gevonden werd. Dat object zou te klein zijn geweest om de benodigde temperatuur te bereiken.